# Eparchia konotopska

Eparchia konotopska na tle podziału administracyjnego UKP PM

Eparchia konotopska – jedna z eparchii Ukraińskiego Kościoła Prawosławnego Patriarchatu Moskiewskiego, z siedzibą w Konotopie. Jej obecnym ordynariuszem jest arcybiskup konotopski i głuchowski Roman (Kymowycz), zaś funkcję katedry pełni sobór Wniebowstąpienia Pańskiego w Konotopie.

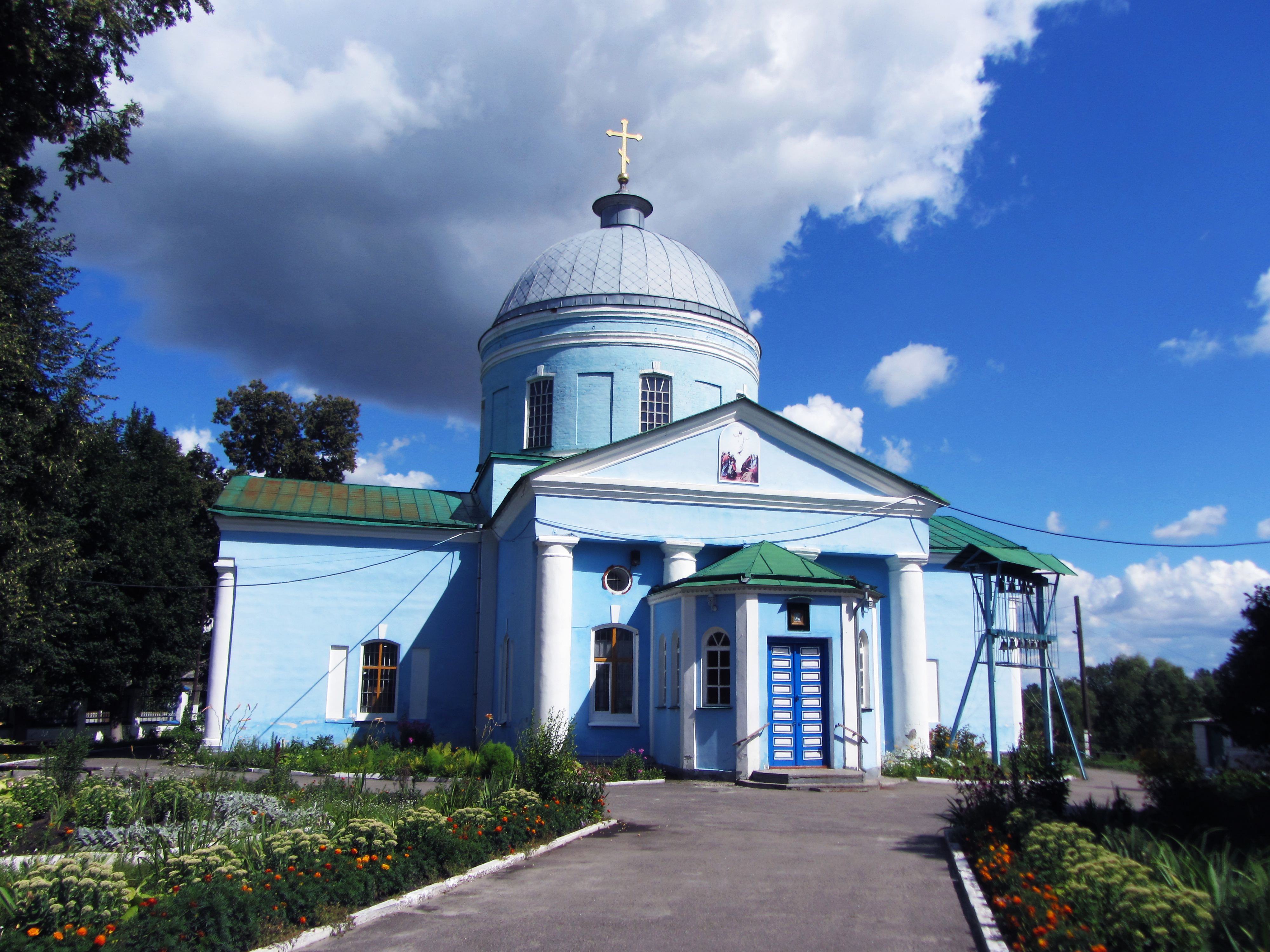
Sobór Wniebowstąpienia Pańskiego w Konotopie, obecna katedra eparchii

Eparchia powstała w 1994 jako eparchia głuchowska. Objęła północną część obwodu sumskiego: rejony głuchowski, konotopski, królewiecki, putywelski, buryński, seredynobudski, szostkiński i jampilski. W 1998 Święty Synod Ukraińskiego Kościoła Prawosławnego Patriarchatu Moskiewskiego podjął decyzję o przeniesieniu siedziby ordynariusza eparchii do Konotopu i zmianie nazwy eparchii na eparchia konotopska.
Według danych z 2007 eparchia liczyła 125 parafii obsługiwanych przez 95 kapłanów. Prowadził również dwa monastery: męską Sofronijewską Pieczerską Pustelnię Mołczeńskiej Ikony Matki Bożej i Narodzenia Matki Bożej w Nowej Słobodzie oraz żeński monaster Narodzenia Matki Bożej w Putywlu. W 2013 powstał także żeński monaster św. Charłampa w Hamalijiwce.
25 września 2013 nastąpiło zmniejszenie terytorium eparchii – rejon buryński włączono do nowo powstałej eparchii romeńskiej.

## Biskupi konotopscy
- Jonatan (Jeleckich), 1993–1995
- Anatol (Hładky), 1995–1999[7]
- Innocenty (Szestopał), 1999–2008[7]
- Łukasz (Kowałenko), 2008–2010[2]
- Józef (Maslenikow), 2010–2012[2][8]
- Roman (Kymowycz), od 2012